# Józef Kaźmierczak (inżynier)

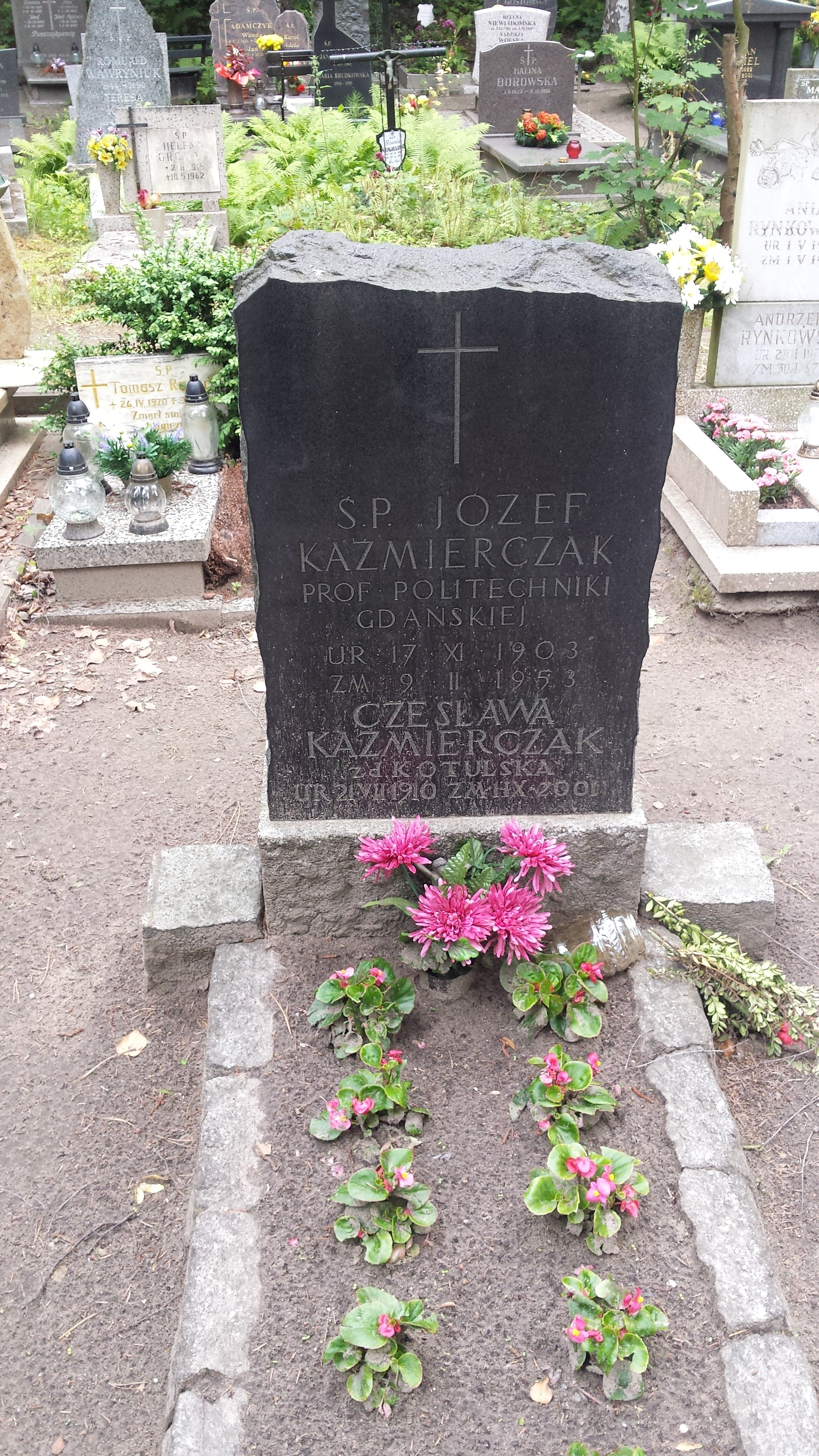
Grób Józefa Kaźmierczaka na Cmentarzu Srebrzysko

Józef Kaźmierczak (ur. 17 listopada 1903 w Essen, zm. 9 lutego 1953 w Gdańsku) – polski konstruktor statków i okrętów, wykładowca Politechniki Gdańskiej, nauczyciel.

## Życie i działalność
Szkołę powszechną ukończył w 1914 w Essen, gdzie na emigracji przebywała jego rodzina. W 1920 powrócił do Polski. W 1925 ukończył Państwowe Gimnazjum Męskie w Gnieźnie. W 1930 został absolwentem Wydziału Budowy Maszyn, Elektrotechniki i Techniki Okrętowej i Lotniczej Technische Hochschule der Freien Stadt Danzig - dyplom inżyniera budowy okrętów, specjalność maszyny okrętowe. 
W latach 1930–1936 pracował w Stoczni Modlińskiej, gdzie pełnił funkcje: od 7 września 1930 do marca 1932 kierownika ruchu, do września 1933 kierownika Biura Konstrukcyjnego. Jako kierownik Wydziału Okrętowego opracowywał z zespołem konstrukcje statków rzecznych, trałowców dla Polskiej Marynarki Wojennej. Od 29 lutego 1936 do 30 kwietnia 1938 kierował Biurem Konstrukcyjnym w Warsztatach Portowych Marynarki Wojennej w Pińsku, projektował jednostki rzeczne dla Flotylli Pińskiej. Od maja 1938 do sierpnia 1939 był kierownikiem biura konstrukcyjnego Stoczni Marynarki Wojennej w Gdyni-Oksywiu. 
Na początku września 1939 został aresztowany przez Gestapo i wysiedlony z Gdyni razem z rodziną. Podczas II wojny światowej mieszkał w Krakowie. Od listopada 1939 do kwietnia 1940 był dozorcą w Elektrowni Miejskiej, od maja 1940 pracował w biurze elektrowni, od maja 1941 do stycznia 1945 był zatrudniony w Zarządzie Stoczni Rzecznych Generalnego Gubernatorstwa w Krakowie. W marcu 1945  dołączył do Grupy Operacyjnej w Krakowie. Od 3 kwietnia 1945 roku do maja 1945 należał do Morskiej Grupy Operacyjnej, która dotarła do Gdańska. Od maja do czerwca 1945 pracował w Zarządzie Miejskim w Gdańsku. 
Od września 1945 do lutego 1953 pracował na Politechnice Gdańskiej. Współorganizował Wydział Budowy Okrętów. Od 1 grudnia 1945 objął stanowisko zastępcy profesora. W latach 1946–1947 pełnił funkcje kierownika Katedry Teorii Okrętu i Napędu Okrętowego, w latach 1948–1953 kierownika Katedry i Zakładu Teorii Okrętu na Wydziale Budowy Okrętów. W latach 1945–1949 był nauczycielem w Państwowym Liceum Budownictwa Okrętowego w Gdańsku. 
W czerwcu 1945 został dyrektorem Państwowego Przedsiębiorstwa Konstrukcji Stalowych w Gdańsku. Na stanowisku pracował do kwietnia 1948. Od stycznia 1948 do 1 maja 1950 pełnił funkcję dyrektora Centralnego Biura Konstrukcji Okrętowych w Zjednoczeniu Stoczni Polskich.  
Zmarł nagle podczas sesji egzaminacyjnej. Pochowany na gdańskim Cmentarzu Srebrzysko (rejon III, taras I, rząd 1).

## Ordery i odznaczenia
- Srebrny Krzyż Zasługi (11 listopada 1936)[3]

## Publikacje
- Pływalność i stateczność okrętu, Warszawa 1950.
- Obliczanie mocy holowania metodą Amosl. Ayra, Poznań 1950.
- Zasady kreślenia linii teoretycznych kadłuba okrętu, Poznań 1950.